# Moëloite
La moëloite è un minerale.